# Leandro Allende
Cristian Leandro Allende (Villaguay, provincia de Entre Ríos, 16 de agosto de 1996) es un futbolista argentino. Juega de defensor y su equipo actual es Quilmes, de la Primera Nacional.

## Carrera

### Defensores de Pronunciamiento
Allende debutó en Defensores de Pronunciamiento, equipo de su provincia natal, el 9 de septiembre de 2018 en la victoria 0-1 sobre Defensores de Belgrano de Villa Ramallo. El 7 de noviembre convirtió su primer gol, en un encuentro que DEPRO venció por 2 a 0 a Camioneros. Finalizaría su primer año como profesional con 19 partidos jugados y dos goles.
En el conjunto entrerriano jugó 45 partidos y convirtió cuatro goles. Además, en la Copa Argentina, enfrentó a River Plate, uno de los cinco grandes del fútbol argentino.

### Chaco For Ever
Tras finalizar el torneo transición del Federal A, Allende se convirtió en refuerzo de Chaco For Ever, quien se encontraba disputando la misma categoría. Debutó el 11 de abril de 2021 en la victoria por 3 a 1 sobre Sportivo Las Parejas, siendo Allende el que propinó el 2-1 parcial. Además de su debut con gol, anotó en la goleada 5-0 ante Juventud Unida de Gualeguaychú y en el empate 1-1 contra Gimnasia y Tiro. Fue titular durante gran parte del torneo, coronándolo con el ascenso a la Primera Nacional luego de vencer a Gimnasia y Tiro por 0-1 en la final del reducido.
Su debut en la segunda categoría llegó el 14 de febrero en el empate 1-1 frente a San Telmo. En su primera temporada en la Primera Nacional le convirtió un gol a Sacachispas y Atlético de Rafaela. Al año siguiente, el equipo de Resistencia tendría un irregular torneo, donde pelearía el descenso hasta el final del mismo. Sin embargo, en la Copa Argentina tendría una actuación importante, llegando a los cuartos de final de la competencia. Eliminó a Sarmiento de Junín y Rosario Central, equipos de Primera División, y a Villa Mitre, del Torneo Federal A. Finalmente, sería eliminado por penales a manos de Defensa y Justicia. Allende jugó todos los partidos.
Su estadía en Chaco For Ever dejó un saldo de 98 partidos jugados y 8 goles.

### Quilmes
A inicios de 2024, el entrerriano se convirtió en jugador de Quilmes.

## Estadísticas

### Clubes
| Defensores de Pronunciamiento Argentina | 3.ª                 | 2018-19             | 17  | 2  | 2  | 0 | - | - | 19  | 2  | 0.11 |
| Defensores de Pronunciamiento Argentina | 3.ª                 | 2019-20             | 20  | 1  | 2  | 1 | - | - | 22  | 2  | 0.09 |
| Defensores de Pronunciamiento Argentina | 3.ª                 | 2020                | 3   | 0  | 1  | 0 | - | - | 4   | 0  | 0    |
| Defensores de Pronunciamiento Argentina | Total club          | Total club          | 40  | 3  | 5  | 1 | - | - | 45  | 4  | 0.09 |
| Chaco For Ever Argentina | 3.ª                 | 2021                | 32  | 3  | -  | - | - | - | 32  | 3  | 0.09 |
| Chaco For Ever Argentina | 2.ª                 | 2022                | 32  | 2  | 2  | 0 | - | - | 34  | 2  | 0.06 |
| Chaco For Ever Argentina | 2.ª                 | 2023                | 28  | 3  | 4  | 0 | - | - | 32  | 3  | 0.09 |
| Chaco For Ever Argentina | Total club          | Total club          | 92  | 8  | 6  | 0 | - | - | 98  | 8  | 0.08 |
| Quilmes Argentina | 2.ª                 | 2024                | 35  | 4  | 0  | 0 | - | - | 35  | 4  | 0.11 |
| Quilmes Argentina | 2.ª                 | 2025                | 25  | 1  | 2  | 0 | - | - | 27  | 1  | 0.04 |
| Quilmes Argentina | Total club          | Total club          | 60  | 5  | 2  | 0 | - | - | 62  | 5  | 0.08 |
| Total en su carrera | Total en su carrera | Total en su carrera | 192 | 16 | 13 | 1 | - | - | 205 | 17 | 0.08 |
| (1) Las copas nacionales se refiere a la Copa Argentina. (2) Las copas internacionales se refiere a la Copa Libertadores y a la Copa Sudamericana. (3) Media de goles por encuentro. No incluye goles en partidos amistosos. |                     |                     |     |    |    |   |   |   |     |    |      |